# Brian Hallisay
Brian Hallisay (Washington D.C., 31 oktober 1978) is een Amerikaans acteur.

## Biografie
Hallisay doorliep de high school aan de Gonzaga College High School in Washington, waar hij in 1996 zijn diploma haalde. Hierna studeerde hij in 2000 af aan de Cornell-universiteit in Ithaca (New York). Na zijn studie begon hij te werken op Wall Street in New York, toen verhuisde hij naar Los Angeles voor zijn acteercarrière.
Hallisay begon in 2005 met acteren in de televisieserie Strong Medicine, waarna hij nog meerdere rollen speelde in televisieseries en films. Hij is onder anderen bekend van Privileged (2008-2009), The Client List (2012-2013) en Revenge (2014-2015).
Hallisay is in 2013 getrouwd met actrice Jennifer Love Hewitt en heeft met haar drie kinderen.

## Filmografie

### Films
Uitgezonderd korte films.
- 2014 American Sniper - als kapitein Gillespie
- 2014 Jessabelle - als Mark
- 2011 Awakening - als Matt Yeager
- 2011 Hostel: Part III - als Scott
- 2006 A.K.A. - als Marco Bennett
- 2006 Bottoms Up - als Hayden Field

### Televisieseries
Uitgezonderd eenmalige gastrollen.
- 2018-2024 9-1-1 - als Doug Kendall - 7 afl.
- 2014-2015 Revenge - als Ben Hunter - 23 afl.
- 2014 Mistresses - als Ben Odell - 4 afl.
- 2012-2013 The Client List - als Kyle Parks - 22 afl.
- 2012 Ringer - als FBI agent Pettibone - 2 afl.
- 2010 Hollywood Is Like High School with Money - als Sebastian Davis - 5 afl.
- 2008-2009 Privileged - als Will Davis - 18 afl.

- Biblioteca Nacional de España: XX5446500
- Bibliothèque nationale de France: cb16580170z (data)
- International Standard Name Identifier: 0000 0003 6278 3285
- Library of Congress Control Number: no2012006324
- Virtual International Authority File: 225121362
- WorldCat: E39PBJf8yHmBTYpfKMGwXXP84q